# НБА в сезоні 2014–2015
Сезон НБА 2014–2015 був 69-им сезоном в Національній баскетбольній асоціації. Переможцями сезону стали «Голден-Стейт Ворріорс», які здолали у фінальній серії «Клівленд Кавальєрс».

## Регламент змагання
Участь у сезоні брали 30 команд, розподілених між двома конференціями — Східною і Західною, кожна з яких у свою чергу складалася з трьох дивізіонів.
По ходу регулярного сезону кожна з команд-учасниць провела по 82 гри (по 41 грі на власному майданчику і на виїзді). При цьому з командами свого дивізіону проводилося по чотири гри, із шістьома командами з інших дивізіонів своєї конференції — теж по чотири гри, а з рештою чотирма командами своєї конференції — по три. Нарешті команди з різних конференцій проводили між собою по два матчі.
До раунду плей-оф виходили по вісім найкращих команд кожної з конференцій, причому переможці дивізіонів посідали місця угорі турнірної таблиці конференції, навіть при гірших результатах, ніж у команд з інших дивізіонів, які свої дивізіони не виграли. Плей-оф відбувався за олімпійською системою, за якою найкраща команда кожної конференції починала боротьбу проти команди, яка посіла восьме місце у тій же конференції, друга команда конференції — із сьомою, і так далі. В усіх раундах плей-оф переможець кожної пари визначався в серії ігор, яка тривала до чотирьох перемог однієї з команд.
Чемпіони кожної з конференцій, що визначалися на стадії плей-оф, для визначення чемпіона НБА зустрічалися між собою у Фіналі, що складався із серії ігор до чотирьох перемог.

## Регулярний сезон
Регулярний сезон тривав з 28 жовтня 2014 – 15 квітня 2015, найкращий результат по його завершенні мали «Голден-Стейт Ворріорс».

### Підсумкові таблиці за дивізіонами
| Атлантичний дивізіон          | В  | П  | %П   | Відст | Дом   | Гост  | Див  | І  |
| ----------------------------- | -- | -- | ---- | ----- | ----- | ----- | ---- | -- |
| y-«Торонто Репторз»           | 49 | 33 | .598 | 0.0   | 27–14 | 22–19 | 11–5 | 82 |
| x-«Бостон Селтікс»            | 40 | 42 | .488 | 9.0   | 21–20 | 19–22 | 12–4 | 82 |
| x-«Бруклін Нетс»              | 38 | 44 | .463 | 11.0  | 19–22 | 19–22 | 10–6 | 82 |
| «Філадельфія Севенті-Сіксерс» | 18 | 64 | .220 | 31.0  | 12–29 | 6–35  | 2–14 | 82 |
| «Нью-Йорк Нікс»               | 17 | 65 | .207 | 32.0  | 10–31 | 7–34  | 5–11 | 82 |

| Південно-Східний дивізіон | В  | П  | %П   | Відст | Дом   | Гост  | Див  | І  |
| ------------------------- | -- | -- | ---- | ----- | ----- | ----- | ---- | -- |
| c-«Атланта Гокс»          | 60 | 22 | .732 | 0.0   | 35–6  | 25–16 | 12–4 | 82 |
| x-«Вашингтон Візардс»     | 46 | 36 | .561 | 14.0  | 29–12 | 17–24 | 10–6 | 82 |
| «Маямі Гіт»               | 37 | 45 | .451 | 23.0  | 20–21 | 17–24 | 6–10 | 82 |
| «Шарлотт Горнетс»         | 33 | 49 | .402 | 27.0  | 19–22 | 14–27 | 8–8  | 82 |
| «Орландо Меджик»          | 25 | 57 | .305 | 35.0  | 13–28 | 12–29 | 4–12 | 82 |

| Центральний дивізіон   | В  | П  | %П   | Відст | Дом   | Гост  | Див  | І  |
| ---------------------- | -- | -- | ---- | ----- | ----- | ----- | ---- | -- |
| y-«Клівленд Кавальєрс» | 53 | 29 | .646 | 0.0   | 31–10 | 22–19 | 11–5 | 82 |
| x-«Чикаго Буллз»       | 50 | 32 | .610 | 3.0   | 27–14 | 23–18 | 8–8  | 82 |
| x-«Мілвокі Бакс»       | 41 | 41 | .500 | 12.0  | 23–18 | 18–23 | 7–9  | 82 |
| «Індіана Пейсерз»      | 38 | 44 | .463 | 15.0  | 23–18 | 15–26 | 8–8  | 82 |
| «Детройт Пістонс»      | 32 | 50 | .390 | 21.0  | 18–23 | 14–27 | 6–10 | 82 |

| Південно-Західний дивізіон | В  | П  | %П   | Відст | Дом   | Гост  | Див | І  |
| -------------------------- | -- | -- | ---- | ----- | ----- | ----- | --- | -- |
| y-«Х'юстон Рокетс»         | 56 | 26 | .683 | 0.0   | 30–11 | 26–15 | 8–8 | 82 |
| x-«Мемфіс Ґріззліс»        | 55 | 27 | .671 | 1.0   | 31–10 | 24–17 | 9–7 | 82 |
| x-«Сан-Антоніо Сперс»      | 55 | 27 | .671 | 1.0   | 33–8  | 22–19 | 8–8 | 82 |
| x-«Даллас Маверікс»        | 50 | 32 | .610 | 6.0   | 27–14 | 23–18 | 7–9 | 82 |
| x-«Нью-Орлінс Пеліканс»    | 45 | 37 | .549 | 11.0  | 28–13 | 17–24 | 8–8 | 82 |

| Північно-Західний дивізіон  | В  | П  | %П   | Відст | Дом   | Гост  | Див  | І  |
| --------------------------- | -- | -- | ---- | ----- | ----- | ----- | ---- | -- |
| y-«Портленд Трейл-Блейзерс» | 51 | 31 | .622 | 0.0   | 32–9  | 19–22 | 11–5 | 82 |
| «Оклахома-Сіті Тандер»      | 45 | 37 | .549 | 6.0   | 29–12 | 16–25 | 10–6 | 82 |
| «Юта Джаз»                  | 38 | 44 | .463 | 13.0  | 21–20 | 17–24 | 9–7  | 82 |
| «Денвер Наггетс»            | 30 | 52 | .366 | 21.0  | 19–22 | 11–30 | 6–10 | 82 |
| «Міннесота Тімбервулвз»     | 16 | 66 | .195 | 35.0  | 9–32  | 7–34  | 4–12 | 82 |

| Тихоокеанський дивізіон   | В  | П  | %П   | Відст | Дом   | Гост  | Див  | І  |
| ------------------------- | -- | -- | ---- | ----- | ----- | ----- | ---- | -- |
| z-«Голден-Стейт Ворріорс» | 67 | 15 | .817 | 0.0   | 39–2  | 28–13 | 13–3 | 82 |
| x-«Лос-Анджелес Кліпперс» | 56 | 26 | .683 | 11.0  | 30–11 | 26–15 | 12–4 | 82 |
| «Фінікс Санз»             | 39 | 43 | .476 | 28.0  | 22–19 | 17–24 | 6–10 | 82 |
| «Сакраменто Кінґс»        | 29 | 53 | .354 | 38.0  | 18–23 | 11–30 | 7–9  | 82 |
| «Лос-Анджелес Лейкерс»    | 21 | 61 | .256 | 46.0  | 12–29 | 9–32  | 2–14 | 82 |

### Підсумкові таблиці за конференціями
| Східна конференція | Східна конференція            | Східна конференція | Східна конференція | Східна конференція | Східна конференція | Східна конференція |
| #                  | Команда                       | В                  | П                  | %П                 | Відст              | І                  |
| ------------------ | ----------------------------- | ------------------ | ------------------ | ------------------ | ------------------ | ------------------ |
| 1                  | c-«Атланта Гокс» *            | 60                 | 22                 | .732               | –                  | 82                 |
| 2                  | y-«Клівленд Кавальєрс» *      | 53                 | 29                 | .646               | 7.0                | 82                 |
| 3                  | x-«Чикаго Буллз»              | 50                 | 32                 | .610               | 10.0               | 82                 |
| 4                  | y-«Торонто Репторз» *         | 49                 | 33                 | .598               | 11.0               | 82                 |
| 5                  | x-«Вашингтон Візардс»         | 46                 | 36                 | .561               | 14.0               | 82                 |
| 6                  | x-«Мілвокі Бакс»              | 41                 | 41                 | .500               | 19.0               | 82                 |
| 7                  | x-«Бостон Селтікс»            | 40                 | 42                 | .488               | 20.0               | 82                 |
| 8                  | x-«Бруклін Нетс»              | 38                 | 44                 | .463               | 22.0               | 82                 |
|                    |                               |                    |                    |                    |                    |                    |
| 9                  | «Індіана Пейсерз»             | 38                 | 44                 | .463               | 22.0               | 82                 |
| 10                 | «Маямі Гіт»                   | 37                 | 45                 | .451               | 23.0               | 82                 |
| 11                 | «Шарлотт Горнетс»             | 33                 | 49                 | .402               | 27.0               | 82                 |
| 12                 | «Детройт Пістонс»             | 32                 | 50                 | .390               | 28.0               | 82                 |
| 13                 | «Орландо Меджик»              | 25                 | 57                 | .305               | 35.0               | 82                 |
| 14                 | «Філадельфія Севенті-Сіксерс» | 18                 | 64                 | .220               | 42.0               | 82                 |
| 15                 | «Нью-Йорк Нікс»               | 17                 | 65                 | .207               | 43.0               | 82                 |

| Західна конференція | Західна конференція           | Західна конференція | Західна конференція | Західна конференція | Західна конференція | Західна конференція |
| #                   | Команда                       | В                   | П                   | %П                  | Відст               | І                   |
| ------------------- | ----------------------------- | ------------------- | ------------------- | ------------------- | ------------------- | ------------------- |
| 1                   | z-«Голден-Стейт Ворріорс» *   | 67                  | 15                  | .817                | –                   | 82                  |
| 2                   | y-«Х'юстон Рокетс» *          | 56                  | 26                  | .683                | 11.0                | 82                  |
| 3                   | x-«Лос-Анджелес Кліпперс»     | 56                  | 26                  | .683                | 11.0                | 82                  |
| 4                   | y-«Портленд Трейл-Блейзерс» * | 51                  | 31                  | .622                | 16.0                | 82                  |
| 5                   | x-«Мемфіс Ґріззліс»           | 55                  | 27                  | .671                | 12.0                | 82                  |
| 6                   | x-«Сан-Антоніо Сперс»         | 55                  | 27                  | .671                | 12.0                | 82                  |
| 7                   | x-«Даллас Маверікс»           | 50                  | 32                  | .610                | 17.0                | 82                  |
| 8                   | x-«Нью-Орлінс Пеліканс»       | 45                  | 37                  | .549                | 22.0                | 82                  |
|                     |                               |                     |                     |                     |                     |                     |
| 9                   | «Оклахома-Сіті Тандер»        | 45                  | 37                  | .549                | 22.0                | 82                  |
| 10                  | «Фінікс Санз»                 | 39                  | 43                  | .476                | 28.0                | 82                  |
| 11                  | «Юта Джаз»                    | 38                  | 44                  | .463                | 29.0                | 82                  |
| 12                  | «Денвер Наггетс»              | 30                  | 52                  | .366                | 37.0                | 82                  |
| 13                  | «Сакраменто Кінґс»            | 29                  | 53                  | .354                | 38.0                | 82                  |
| 14                  | «Лос-Анджелес Лейкерс»        | 21                  | 61                  | .256                | 46.0                | 82                  |
| 15                  | «Міннесота Тімбервулвз»       | 16                  | 66                  | .195                | 51.0                | 82                  |

Легенда:
- z – Найкраща команда регулярного сезону НБА
- c – Найкраща команда конференції
- y – Переможець дивізіону
- x – Учасник плей-оф

## Плей-оф
Переможці пар плей-оф позначені жирним. Цифри перед назвою команди відповідають її позиції у підсумковій турнірній таблиці регулярного сезону конференції. Цифри після назви команди відповідають кількості її перемог у відповідному раунді плей-оф. Курсивом позначені команди, які мали перевагу власного майданчику (принаймні потенційно могли провести більшість ігор серії вдома).
|  | Перший раунд        | Перший раунд          | Перший раунд             |   |                            | Півфінали конференції    | Півфінали конференції | Півфінали конференції |  |    | Фінали конференції       | Фінали конференції | Фінали конференції |  |    | Фінал НБА             | Фінал НБА | Фінал НБА |
|  |                     |                       |                          |   |                            |                          |                       |                       |  |    |                          |                    |                    |  |    |                       |           |           |
|  | E1                  | «Атланта Гокс»*       | 4                        |   |                            |                          |                       |                       |  |    |                          |                    |                    |  |    |                       |           |           |
|  | E8                  | «Бруклін Нетс»        | 2                        |   |                            |                          |                       |                       |  |    |                          |                    |                    |  |    |                       |           |           |
|  | E8                  | «Бруклін Нетс»        | 2                        |   | E1                         | «Атланта Гокс»*          | 4                     |                       |  |    |                          |                    |                    |  |    |                       |           |           |
|  |                     |                       |                          |   | E1                         | «Атланта Гокс»*          | 4                     |                       |  |    |                          |                    |                    |  |    |                       |           |           |
|  |                     | E5                    | «Вашингтон»              | 2 |                            |                          |                       |                       |  |    |                          |                    |                    |  |    |                       |           |           |
|  | E4                  | E5                    | «Вашингтон»              | 2 | «Торонто Репторз»*         | 0                        |                       |                       |  |    |                          |                    |                    |  |    |                       |           |           |
|  | E4                  |                       |                          |   | «Торонто Репторз»*         | 0                        |                       |                       |  |    |                          |                    |                    |  |    |                       |           |           |
|  | E5                  | «Вашингтон»           | 4                        |   |                            |                          |                       |                       |  |    |                          |                    |                    |  |    |                       |           |           |
|  | E5                  | «Вашингтон»           | 4                        |   |                            |                          |                       |                       |  | E1 | «Атланта Гокс»*          | 0                  |                    |  |    |                       |           |           |
|  | Східна конференція  |                       |                          |   |                            |                          |                       |                       |  | E1 | «Атланта Гокс»*          | 0                  |                    |  |    |                       |           |           |
|  |                     | E2                    | «Клівленд Кавальєрс»*    | 4 |                            |                          |                       |                       |  |    |                          |                    |                    |  |    |                       |           |           |
|  | E3                  | E2                    | «Клівленд Кавальєрс»*    | 4 | «Чикаго Буллз»             | 4                        |                       |                       |  |    |                          |                    |                    |  |    |                       |           |           |
|  | E3                  |                       |                          |   | «Чикаго Буллз»             | 4                        |                       |                       |  |    |                          |                    |                    |  |    |                       |           |           |
|  | E6                  | «Мілвокі Бакс»        | 2                        |   |                            |                          |                       |                       |  |    |                          |                    |                    |  |    |                       |           |           |
|  | E6                  | «Мілвокі Бакс»        | 2                        |   | E3                         | «Чикаго Буллз»           | 2                     |                       |  |    |                          |                    |                    |  |    |                       |           |           |
|  |                     |                       |                          |   | E3                         | «Чикаго Буллз»           | 2                     |                       |  |    |                          |                    |                    |  |    |                       |           |           |
|  |                     | E2                    | «Клівленд Кавальєрс»*    | 4 |                            |                          |                       |                       |  |    |                          |                    |                    |  |    |                       |           |           |
|  | E2                  | E2                    | «Клівленд Кавальєрс»*    | 4 | «Клівленд Кавальєрс»*      | 4                        |                       |                       |  |    |                          |                    |                    |  |    |                       |           |           |
|  | E2                  |                       |                          |   | «Клівленд Кавальєрс»*      | 4                        |                       |                       |  |    |                          |                    |                    |  |    |                       |           |           |
|  | E7                  | «Бостон Селтікс»      | 0                        |   |                            |                          |                       |                       |  |    |                          |                    |                    |  |    |                       |           |           |
|  | E7                  | «Бостон Селтікс»      | 0                        |   |                            |                          |                       |                       |  |    |                          |                    |                    |  | E2 | «Клівленд Кавальєрс»* | 2         |           |
|  |                     |                       |                          |   |                            |                          |                       |                       |  |    |                          |                    |                    |  | E2 | «Клівленд Кавальєрс»* | 2         |           |
|  |                     | W1                    | «Голден-Стейт Ворріорс»* | 4 |                            |                          |                       |                       |  |    |                          |                    |                    |  |    |                       |           |           |
|  | W1                  | W1                    | «Голден-Стейт Ворріорс»* | 4 | «Голден-Стейт Ворріорс»*   | 4                        |                       |                       |  |    |                          |                    |                    |  |    |                       |           |           |
|  | W1                  |                       |                          |   | «Голден-Стейт Ворріорс»*   | 4                        |                       |                       |  |    |                          |                    |                    |  |    |                       |           |           |
|  | W8                  | «Нью-Орлінс Пеліканс» | 0                        |   |                            |                          |                       |                       |  |    |                          |                    |                    |  |    |                       |           |           |
|  | W8                  | «Нью-Орлінс Пеліканс» | 0                        |   | W1                         | «Голден-Стейт Ворріорс»* | 4                     |                       |  |    |                          |                    |                    |  |    |                       |           |           |
|  |                     |                       |                          |   | W1                         | «Голден-Стейт Ворріорс»* | 4                     |                       |  |    |                          |                    |                    |  |    |                       |           |           |
|  |                     | W5                    | «Мемфіс Ґріззліс»        | 2 |                            |                          |                       |                       |  |    |                          |                    |                    |  |    |                       |           |           |
|  | W4                  | W5                    | «Мемфіс Ґріззліс»        | 2 | «Портленд Трейл-Блейзерс»* | 1                        |                       |                       |  |    |                          |                    |                    |  |    |                       |           |           |
|  | W4                  |                       |                          |   | «Портленд Трейл-Блейзерс»* | 1                        |                       |                       |  |    |                          |                    |                    |  |    |                       |           |           |
|  | W5                  | «Мемфіс Ґріззліс»     | 4                        |   |                            |                          |                       |                       |  |    |                          |                    |                    |  |    |                       |           |           |
|  | W5                  | «Мемфіс Ґріззліс»     | 4                        |   |                            |                          |                       |                       |  | W1 | «Голден-Стейт Ворріорс»* | 4                  |                    |  |    |                       |           |           |
|  | Західна конференція |                       |                          |   |                            |                          |                       |                       |  | W1 | «Голден-Стейт Ворріорс»* | 4                  |                    |  |    |                       |           |           |
|  |                     | W2                    | «Х'юстон Рокетс»*        | 1 |                            |                          |                       |                       |  |    |                          |                    |                    |  |    |                       |           |           |
|  | W3                  | W2                    | «Х'юстон Рокетс»*        | 1 | «Лос-Анджелес Кліпперс»    | 4                        |                       |                       |  |    |                          |                    |                    |  |    |                       |           |           |
|  | W3                  |                       |                          |   | «Лос-Анджелес Кліпперс»    | 4                        |                       |                       |  |    |                          |                    |                    |  |    |                       |           |           |
|  | W6                  | «Сан-Антоніо Сперс»   | 3                        |   |                            |                          |                       |                       |  |    |                          |                    |                    |  |    |                       |           |           |
|  | W6                  | «Сан-Антоніо Сперс»   | 3                        |   | W3                         | «Лос-Анджелес Кліпперс»  | 3                     |                       |  |    |                          |                    |                    |  |    |                       |           |           |
|  |                     |                       |                          |   | W3                         | «Лос-Анджелес Кліпперс»  | 3                     |                       |  |    |                          |                    |                    |  |    |                       |           |           |
|  |                     | W2                    | «Х'юстон Рокетс»*        | 4 |                            |                          |                       |                       |  |    |                          |                    |                    |  |    |                       |           |           |
|  | W2                  | W2                    | «Х'юстон Рокетс»*        | 4 | «Х'юстон Рокетс»*          | 4                        |                       |                       |  |    |                          |                    |                    |  |    |                       |           |           |
|  | W2                  |                       |                          |   | «Х'юстон Рокетс»*          | 4                        |                       |                       |  |    |                          |                    |                    |  |    |                       |           |           |
|  | W7                  | «Даллас Маверікс»     | 1                        |   |                            |                          |                       |                       |  |    |                          |                    |                    |  |    |                       |           |           |

* — переможці дивізіонів.

## Статистика

### Лідери за індивідуальними статистичними показниками
| Показник                    | Гравець         | Команда                 | Результат |
| --------------------------- | --------------- | ----------------------- | --------- |
| Очки за гру                 | Рассел Вестбрук | «Оклахома-Сіті Тандер»  | 28.1      |
| Підбирання за гру           | Деандре Джордан | «Лос-Анджелес Кліпперс» | 15.0      |
| Передачі за гру             | Кріс Пол        | «Лос-Анджелес Кліпперс» | 10.2      |
| Перехоплення за гру         | Каві Леонард    | «Сан-Антоніо Сперс»     | 2.31      |
| Блокування за гру           | Ентоні Девіс    | «Нью-Орлінс Пеліканс»   | 2.94      |
| Втрати за гру               | Рассел Вестбрук | «Оклахома-Сіті Тандер»  | 4.4       |
| Порушення правил за гру     | Демаркус Казінс | «Сакраменто Кінґс»      | 4.1       |
| Хвилини за гру              | Джиммі Батлер   | «Чикаго Буллз»          | 38.7      |
| % влучань з гри             | Деандре Джордан | «Лос-Анджелес Кліпперс» | 71.0%     |
| % влучань штрафних кидків   | Стефен Каррі    | «Голден-Стейт Ворріорс» | 91.4%     |
| % влучань 3-очкових кидків  | Кайл Корвер     | «Атланта Гокс»          | 49.2%     |
| Рейтинг ефективності гравця | Ентоні Девіс    | «Нью-Орлінс Пеліканс»   | 30.89     |
| Дабл-дабли                  | Пау Газоль      | «Чикаго Буллз»          | 54        |
| Трипл-дабли                 | Рассел Вестбрук | «Оклахома-Сіті Тандер»  | 11        |

### Рекорди за гру
| Показник     | Гравець           | Команда                 | Результат |
| ------------ | ----------------- | ----------------------- | --------- |
| Очки         | Кайрі Ірвінг      | «Клівленд Кавальєрс»    | 57        |
| Підбирання   | Деандре Джордан   | «Лос-Анджелес Кліпперс» | 27        |
| Підбирання   | Андре Драммонд    | «Детройт Пістонс»       | 27        |
| Передачі     | Брендон Дженнінгс | «Детройт Пістонс»       | 21        |
| Перехоплення | Маріо Чалмерс     | «Маямі Гіт»             | 8         |
| Блокування   | Хассан Вайтсайд   | «Маямі Гіт»             | 12        |
| Триочкові    | Клей Томпсон      | «Голден-Стейт Ворріорс» | 11        |
| Триочкові    | Кайрі Ірвінг      | «Клівленд Кавальєрс»    | 11        |

### Команди-лідери за статистичними показниками
| Показник                   | Команда                       | Результат |
| -------------------------- | ----------------------------- | --------- |
| Очки за гру                | «Голден-Стейт Ворріорс»       | 110.0     |
| Підбирання за гру          | «Оклахома-Сіті Тандер»        | 47.5      |
| Передачі за гру            | «Голден-Стейт Ворріорс»       | 27.4      |
| Перехоплення за гру        | «Мілвокі Бакс»                | 9.6       |
| Перехоплення за гру        | «Філадельфія Севенті-Сіксерс» | 9.6       |
| Блокування за гру          | «Нью-Орлінс Пеліканс»         | 6.2       |
| Blocked attempts per game  | «Сакраменто Кінґс»            | 6.2       |
| Втрати за гру              | «Філадельфія Севенті-Сіксерс» | 17.7      |
| Порушення правил за гру    | «Денвер Наггетс»              | 23.0      |
| Fouls drawn per game       | «Сакраменто Кінґс»            | 23.9      |
| % влучань з гри            | «Голден-Стейт Ворріорс»       | 47.8%     |
| % влучань штрафних кидків  | «Портленд Трейл-Блейзерс»     | 80.1%     |
| % влучань 3-очкових кидків | «Голден-Стейт Ворріорс»       | 39.8%     |
| +/−                        | «Голден-Стейт Ворріорс»       | 10.1      |

## Нагороди НБА

### Щорічні нагороди
- Найцінніший гравець:  Стефен Каррі, «Голден-Стейт Ворріорс»[1]
- Найкращий захисний гравець: Каві Леонард, «Сан-Антоніо Сперс»[2]
- Новачок року: Ендрю Віггінс, «Міннесота Тімбервулвз»[3]
- Найкращий шостий гравець: Лу Вільямс, «Торонто Репторз»[4]
- Найбільш прогресуючий гравець: Джиммі Батлер, «Чикаго Буллз»[5]
- Тренер року: Майк Буденгольцер, «Атланта Гокс»[6]
- Менеджер року: Боб Маєрс, «Голден-Стейт Ворріорс»[7]
- Приз за спортивну поведінку: Кайл Корвер, «Атланта Гокс»[8]
- Нагорода Дж. Волтера Кеннеді: Джоакім Ноа, «Чикаго Буллз»[9]
- Нагорода найкращому одноклубнику імені Тваймена-Стоукса: Тім Данкан, «Сан-Антоніо Сперс»[10]

| - Перша збірна всіх зірок: - F Ентоні Девіс, «Нью-Орлінс Пеліканс» - F Леброн Джеймс, «Клівленд Кавальєрс» - C Марк Газоль, «Мемфіс Ґріззліс» - G Джеймс Гарден, «Х'юстон Рокетс» - G Стефен Каррі, «Голден-Стейт Ворріорс» | - Друга збірна всіх зірок: - F Ламаркус Олдрідж, «Портленд Трейл-Блейзерс» - F Пау Газоль, «Чикаго Буллз» - C Демаркус Казінс, «Сакраменто Кінґс» - G Рассел Вестбрук, «Оклахома-Сіті Тандер» - G Кріс Пол, «Лос-Анджелес Кліпперс» | - Третя збірна всіх зірок: - F Блейк Остін Гріффін, «Лос-Анджелес Кліпперс» - F Тім Данкан, «Сан-Антоніо Сперс» - C Деандре Джордан, «Лос-Анджелес Кліпперс» - G Клей Томпсон, «Голден-Стейт Ворріорс» - G Кайрі Ірвінг, «Клівленд Кавальєрс» |

| - Перша збірна всіх зірок захисту: - F Каві Леонард, «Сан-Антоніо Сперс» - F Дреймонд Грін, «Голден-Стейт Ворріорс» - C Деандре Джордан, «Лос-Анджелес Кліпперс» - G Тоні Аллен, «Мемфіс Ґріззліс» - G Кріс Пол, «Лос-Анджелес Кліпперс» | - Друга збірна всіх зірок захисту: - F Ентоні Девіс, «Нью-Орлінс Пеліканс» - F Тім Данкан, «Сан-Антоніо Сперс» - C Ендрю Богут, «Голден-Стейт Ворріорс» - G Джиммі Батлер, «Чикаго Буллз» - G Джон Волл, «Вашингтон Візардс» |

| - Перша збірна новачків: - Никола Миротич, «Чикаго Буллз» - Ендрю Віггінс, «Міннесота Тімбервулвз» - Нерленс Ноел, «Філадельфія Севенті-Сіксерс» - Джордан Кларксон, «Лос-Анджелес Лейкерс» - Елфрід Пейтон, «Орландо Меджик» | - Друга збірна новачків: - Боян Богданович, «Бруклін Нетс» - Генстон Галловей, «Нью-Йорк Нікс» - Юсуф Нуркич, «Денвер Наггетс» - Зак Лавін, «Міннесота Тімбервулвз» - Маркус Смарт, «Бостон Селтікс» |

### Гравець тижня
| Тиждень                     | Східна конференція                         | Західна конференція                                | Прим.  |
| --------------------------- | ------------------------------------------ | -------------------------------------------------- | ------ |
| 28 жовтня – 2 листопада     | Кріс Бош («Маямі Гіт») (1/1)               | Клей Томпсон («Голден-Стейт Ворріорс») (1/3)       | [ 14 ] |
| 3 листопада – 9 листопада   | Дерон Вільямс («Бруклін Нетс») (1/1)       | Стефен Каррі («Голден-Стейт Ворріорс») (1/2)       | [ 15 ] |
| 10 листопада – 16 листопада | Леброн Джеймс («Клівленд Кавальєрс») (1/3) | Дем'єн Ліллард («Портленд Трейл-Блейзерс») (1/2)   | [ 16 ] |
| 17 листопада – 23 листопада | Лу Вільямс («Торонто Репторз») (1/1)       | Демаркус Казінс («Сакраменто Кінґс») (1/1)         | [ 17 ] |
| 24 листопада – 30 листопада | Леброн Джеймс («Клівленд Кавальєрс») (2/3) | Блейк Остін («Лос-Анджелес Кліпперс») (1/1)        | [ 18 ] |
| 1 грудня – 7 грудня         | Кайл Лаурі («Торонто Репторз») (1/1)       | Ламаркус Олдрідж («Портленд Трейл-Блейзерс») (1/2) | [ 19 ] |
| 8 грудня – 14 грудня        | Джон Волл («Вашингтон Візардс») (1/1)      | Джеймс Гарден («Х'юстон Рокетс») (1/3)             | [ 20 ] |
| 15 грудня – 21 грудня       | Ел Горфорд («Атланта Гокс») (1/2)          | Ламаркус Олдрідж («Портленд Трейл-Блейзерс») (2/2) | [ 21 ] |
| 22 грудня – 28 грудня       | Джиммі Батлер («Чикаго Буллз») (1/1)       | Джеймс Гарден («Х'юстон Рокетс») (2/3)             | [ 22 ] |
| 29 грудня – 4 січня         | Джефф Тіг («Атланта Гокс») (1/1)           | Кевін Дюрант («Оклахома-Сіті Тандер») (1/1)        | [ 23 ] |
| 5 січня – 11 січня          | Кемба Вокер («Шарлотт Горнетс») (1/1)      | Клей Томпсон («Голден-Стейт Ворріорс») (2/3)       | [ 24 ] |
| 12 січня – 18 січня         | Ел Горфорд («Атланта Гокс») (2/2)          | Моріс Вільямс («Міннесота Тімбервулвз») (1/2)      | [ 25 ] |
| 19 січня – 25 січня         | Леброн Джеймс («Клівленд Кавальєрс») (3/3) | Клей Томпсон («Голден-Стейт Ворріорс») (3/3)       | [ 26 ] |
| 26 січня – 1 лютого         | Кайрі Ірвінг («Клівленд Кавальєрс») (1/2)  | Зак Рендолф («Мемфіс Ґріззліс») (1/1)              | [ 27 ] |
| 2 лютого – 8 лютого         | Янніс Адетокумбо («Мілвокі Бакс») (1/1)    | Рассел Вестбрук («Оклахома-Сіті Тандер») (1/2)     | [ 28 ] |
| 23 лютого – 1 березня       | Айзея Томас («Бостон Селтікс») (1/2)       | Дем'єн Ліллард («Портленд Трейл-Блейзерс») (2/2)   | [ 29 ] |
| 2 березня – 8 березня       | Моріс Вільямс («Шарлотт Горнетс») (2/2)    | Рассел Вестбрук («Оклахома-Сіті Тандер») (2/2)     | [ 30 ] |
| 9 березня – 15 березня      | Кайрі Ірвінг («Клівленд Кавальєрс») (2/2)  | Ентоні Девіс («Нью-Орлінс Пеліканс») (1/1)         | [ 31 ] |
| 16 березня – 22 березня     | Двейн Вейд («Маямі Гіт») (1/1)             | Кріс Пол («Лос-Анджелес Кліпперс») (1/1)           | [ 32 ] |
| 23 березня – 29 березня     | Брук Лопес («Бруклін Нетс») (1/2)          | Стефен Каррі («Голден-Стейт Ворріорс») (2/2)       | [ 33 ] |
| 30 березня – 5 квітня       | Брук Лопес («Бруклін Нетс») (2/2)          | Джеймс Гарден («Х'юстон Рокетс») (3/3)             | [ 34 ] |
| 6 квітня – 12 квітня        | Айзея Томас («Бостон Селтікс») (2/2)       | Тім Данкан («Сан-Антоніо Сперс») (1/1)             | [ 35 ] |

### Гравець місяця
| Місяць   | Східна конференція                         | Західна конференція                            | Прим.  |
| -------- | ------------------------------------------ | ---------------------------------------------- | ------ |
| листопад | Джиммі Батлер («Чикаго Буллз») (1/1)       | Стефен Каррі («Голден-Стейт Ворріорс») (1/1)   | [ 36 ] |
| грудень  | Кайл Лаурі («Торонто Репторз») (1/1)       | Джеймс Гарден («Х'юстон Рокетс») (1/2)         | [ 37 ] |
| січень   | Стартова п'ятірка «Атланта Гокс» (1/1)     | Джеймс Гарден («Х'юстон Рокетс») (2/2)         | [ 38 ] |
| лютий    | Леброн Джеймс («Клівленд Кавальєрс») (1/2) | Рассел Вестбрук («Оклахома-Сіті Тандер») (1/3) | [ 39 ] |
| березень | Леброн Джеймс («Клівленд Кавальєрс») (2/2) | Рассел Вестбрук («Оклахома-Сіті Тандер») (2/3) | [ 40 ] |
| квітень  | Демар Дерозан («Торонто Репторз») (1/1)    | Рассел Вестбрук («Оклахома-Сіті Тандер») (3/3) | [ 41 ] |

### Новачок місяця
| Місяць   | Східна конференція                     | Західна конференція                             | Прим.  |
| -------- | -------------------------------------- | ----------------------------------------------- | ------ |
| листопад | Джабарі Паркер («Мілвокі Бакс») (1/1)  | Ендрю Віггінс («Міннесота Тімбервулвз») (1/4)   | [ 42 ] |
| грудень  | Никола Миротич («Чикаго Буллз») (1/2)  | Ендрю Віггінс («Міннесота Тімбервулвз») (2/4)   | [ 43 ] |
| січень   | Елфрід Пейтон («Орландо Меджик») (1/1) | Ендрю Віггінс («Міннесота Тімбервулвз») (3/4)   | [ 44 ] |
| лютий    | Маркус Смарт («Бостон Селтікс») (1/1)  | Ендрю Віггінс («Міннесота Тімбервулвз») (4/4)   | [ 45 ] |
| березень | Никола Миротич («Чикаго Буллз») (2/2)  | Джордан Кларксон («Лос-Анджелес Лейкерс») (1/1) | [ 46 ] |
| квітень  | Боян Богданович («Бруклін Нетс») (1/1) | Родні Гуд («Юта Джаз») (1/1)                    | [ 47 ] |

### Тренер місяця
| Місяць   | Східна конференція                       | Західна конференція                            | Прим.  |
| -------- | ---------------------------------------- | ---------------------------------------------- | ------ |
| листопад | Двейн Кейсі («Торонто Репторз») (1/1)    | Девід Яйгер («Мемфіс Ґріззліс») (1/1)          | [ 48 ] |
| грудень  | Майк Буденгольцер («Атланта Гокс») (1/2) | Террі Стоттс («Портленд Трейл-Блейзерс») (1/1) | [ 49 ] |
| січень   | Майк Буденгольцер («Атланта Гокс») (2/2) | Стів Керр («Голден-Стейт Ворріорс») (1/2)      | [ 50 ] |
| лютий    | Френк Вогель («Індіана Пейсерз») (1/1)   | Скотт Брукс («Оклахома-Сіті Тандер») (1/1)     | [ 51 ] |
| березень | Девід Блатт («Клівленд Кавальєрс») (1/1) | Стів Керр («Голден-Стейт Ворріорс») (2/2)      | [ 52 ] |
| квітень  | Бред Стівенс («Бостон Селтікс») (1/1)    | Док Ріверс («Лос-Анджелес Кліпперс») (1/1)     | [ 53 ] |